# Ervin Nyíregyházi

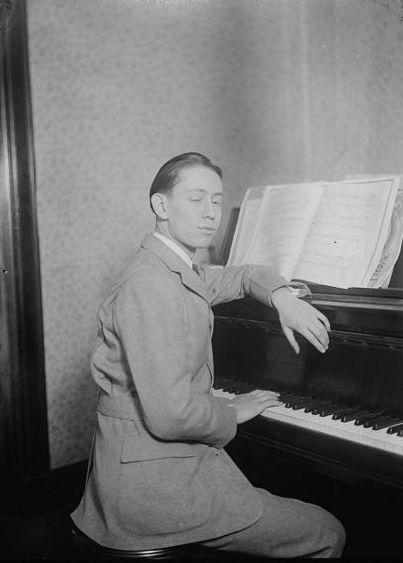
Der junge Ervin Nyiregyházi

Ervin Nyíregyházi (* 19. Januar 1903 in Budapest, Österreich-Ungarn; † 13. April 1987 in Los Angeles) war ein amerikanischer Pianist ungarisch-jüdischer Herkunft.

## Das Wunderkind
István Thomán, ein Liszt-Schüler, der 1906 in den Ruhestand getreten und dessen Schüler auch Béla Bartók gewesen war, gab Nyiregyházi sporadisch den ersten Unterricht. Mit fünf Jahren erhielt Nyiregyházi Unterricht von Arnold Székely, selbst ein Schüler von Thomán, an der Königlich-Ungarischen Musikakademie, bis die Familie 1914 Ungarn verließ. Weitere Lehrer waren Ernő Dohnányi und in Berlin Frederic Lamond. Der Junge galt seinerzeit als „zweiter Liszt“; seine Anfänge als „Wunderkind“ hatten immer wieder Vergleiche mit Mozart hervorgerufen.
1910 hatte das „Wunderkind“ das Interesse des Psychologen Géza Révész erregt, der ihn in einer Studie über vier Jahre begleitete. Révész wandte die neuen, von dem Franzosen Alfred Binet entwickelten Tests an, mit denen er feststellte, dass Ervins Intelligenz drei bis vier Jahre höher war als die Gleichaltriger. Bevor er Komposition studiert hatte, komponierte er bereits – mit sechs Jahren. Er besaß das absolute Gehör und konnte Werke von Bach, Haydn oder Beethoven transponieren, wenn er das Notenblatt gesehen hatte. (Heute würden wir wohl sagen, dass er ein fotografisches Gedächtnis besaß.)
Mit acht Jahren spielte er 1911 im Buckingham Palace vor Queen Mary und dem zukünftigen König Edward VIII. Mit den Berliner Philharmonikern unter Max Fiedler spielt er am 14. Oktober 1915 zwölfjährig Beethovens c-Moll-Konzert und am 21. Oktober 1918 das Konzert A-Dur Nr. 2 für Klavier von Franz Liszt mit Begleitung des Orchesters unter Arthur Nikisch. Die Pianisten Wilhelm Backhaus, Artur Schnabel und Ferruccio Busoni waren seine Zeitgenossen. 1918 konzertierte er in Dänemark, 1919 in Norwegen und 1919–20 in Schweden.

## In Amerika
Mit 17 hatte er sein sensationelles Debüt in New York. Die Carnegie Hall war mehrfach ausverkauft. Ervin Nyiregyházi ging daran, Rekorde aufzustellen. Mit 19 gab er im Monat bis zu zwanzig Konzerte. Sein Repertoire war enorm: Beethoven, Schumann, Brahms, Tschaikowsky, ein wenig Mozart, dafür Chopin, Grieg, Debussy, Sibelius und so fort. Und natürlich: Franz Liszt, von dem er bald über 60 der schwierigsten Kompositionen beherrschte, was ihm den Beinamen "zweiter Liszt" eintrug. 1921 trat er mit dem Bostoner Sinfonieorchester unter Pierre Monteux auf und spielte noch einmal das Konzert für Piano und Orchester No. 2 von Liszt. Um die gleiche Zeit trat er mit dem Detroiter Sinfonieorchester unter Ossip Gabrilowitsch auf.
1925 verklagte er seinen Konzertmanager R. E. Johnston, dem er unterstellte, dass er ihn vernachlässige, weil er Sänger und Instrumentalisten begleiten musste. Er verlor den Prozess. Daraufhin wurde es schwierig für ihn, Engagements zu finden. Außerdem weigerte er sich, weitere Aufnahmen für die damals aufkommenden automatischen Klaviere anzufertigen. Hinzu kam, dass er sich weigerte, das bekannte Pianisten-Repertoire zu spielen, denn er fürchtete den Vergleich mit anderen Pianisten. Er zog es vor, Transkriptionen seiner eigenen Werke zu spielen. Fortan geriet er an falsche Berater und falsche Freunde. Er lebte über seine Verhältnisse und verarmte.

## An der Westküste
1928 siedelte Nyiregyházi nach Los Angeles um. Sein ungarischer Landsmann Bela Lugosi, in dem er einen Seelenverwandten fand, und der 1931 durch seinen Film Dracula zum gefeierten Schauspieler wurde, lud ihn zu Konzerten in sein Haus ein und besorgte ihm Arbeit bei United Artists, wo er Filmmusik orchestrierte und arrangierte. 1929 hatte er einen kleinen Auftritt als Pianist in dem Abenteuerfilm Kapitän Halls große Liebe (OT: The Lost Zeppelin).
1926 heiratete er zum ersten Mal eine 11 Jahre ältere Frau. Er entdeckte spät seine Sexualität, von der er dann besessen wurde. Er heiratete wegen Geld, Liebe, Sex oder aus Bequemlichkeit. Nebenbei hatte er Hunderte von Affären, darunter auch Hollywood-Größen wie Gloria Swanson. Er behauptete, dass seine ungeheure Libido ihn zu einem ungeheuren Pianisten mache.
1935 schrieb Arnold Schönberg enthusiastisch über ihn an Otto Klemperer, der zu der Zeit das Los Angeles Philharmonic Orchestra leitete. Bei einem Musikabend in Anwesenheit Klemperers frisierte Nyiregyházi Chopin einfach um: Er ersetzte beim Vortrag der b-Moll-Sonate deren Finale mit dem der h-Moll-Sonate und transponierte es einen halben Ton tiefer, um es an b-Moll anzupassen. Er fand diesen Schluss prunkender und wesentlich einleuchtender. Otto Klemperer war entsetzt. Im Oktober 1936 war Nyiregyházi noch einmal mit dem Sinfonieorchester von Los Angeles unter dem Dirigenten Modest Altschuler zu hören und 1938 mit dem gleichen Dirigenten und dem Sinfonieorchester von Pasadena.
Nyiregyhazi ließ sich auf Affären mit fast jedem ein, der dazu bereit war, Männer wie Frauen. Auch vor der Geliebten seines Freundes Theodor Dreisers gab es kein Halten, was ihn dann dessen Freundschaft mit guten Verbindungen kostete. Er war leicht zu beeinflussen und war sich nicht bewusst, welche Verletzungen er anderen Menschen zufügte. Aus unbekannten Gründen hinterließ er keine Kinder. Sechs Ehen endeten mit Scheidungen, drei seiner Ehefrauen starben vor ihm.
1940 erhielt Nyiregyházi die amerikanische Staatsbürgerschaft.
Nach und nach gab er seine Konzertkarriere auf und zog in billige Hotels. Später sagte er einmal, dass er schon immer die Bühnenauftritte gehasst habe, die ihm das Gefühl gaben, weiter unter dem Einfluss der Mutter zu stehen.
Für die Filmaufnahmen „A Song to Remember“ über Chopins Leben wurden 1945 zwar seine Hände gezeigt, die Klavier spielten, jedoch wurde José Iturbi engagiert, um den Soundtrack aufzunehmen. Die Schallplatte mit der Filmmusik wurde millionenfach verkauft. Das war typisch für Nyiregyházis Leben. Aber er hatte auch den Ruf, Frauenheld und Trinker sowie unzuverlässig zu sein, und war bekannt für seine Temperamentsausbrüche.
Seine panische Angst vor Bühnenauftritten führte dazu, dass er zeitweise nur inkognito mit Henkershaube auftrat. Einmal versuchte er ein Comeback und trat 1946 in Los Angeles auf. Er trug eine Gesichtsmaske, wurde als »Pianist X« verkauft und spielte Schostakowitsch, Rachmaninow und Liszts Mephisto-Walzer. Das Publikum war hingerissen.
1972 trat er nach 17 Jahren das erste Mal wieder öffentlich auf, um die Arztrechnungen seiner neunten Ehefrau bezahlen zu können. Als er im Mai 1973 in der Old First Church in San Francisco auftrat, nahm ein Zuhörer diese Aufführung auf Kassette auf. Nyiregyházi schickte dieses Band an Gregor Benko von der International Piano Library in New York. Die Plattenfirma CBS gab dann von dieser Aufnahme zwei Langspielplatten heraus. Somit entging Nyiregyházis Nachlass um Haaresbreite der Vergessenheit.
In den Jahren 1980 und 1982 begab sich Nyiregyházi auf eine Konzertreise nach Japan, wo er ein Idol war. Er schien jedoch die Obskurität in Los Angeles vorzuziehen.
Er starb am 13. April 1987 in Los Angeles an Krebs und wurde im Forest Lawn Memorial Park in Glendale, California, beigesetzt.
Er hinterließ mehr als 2000 Kompositionen, von denen die meisten unveröffentlicht blieben.